# Sárlás

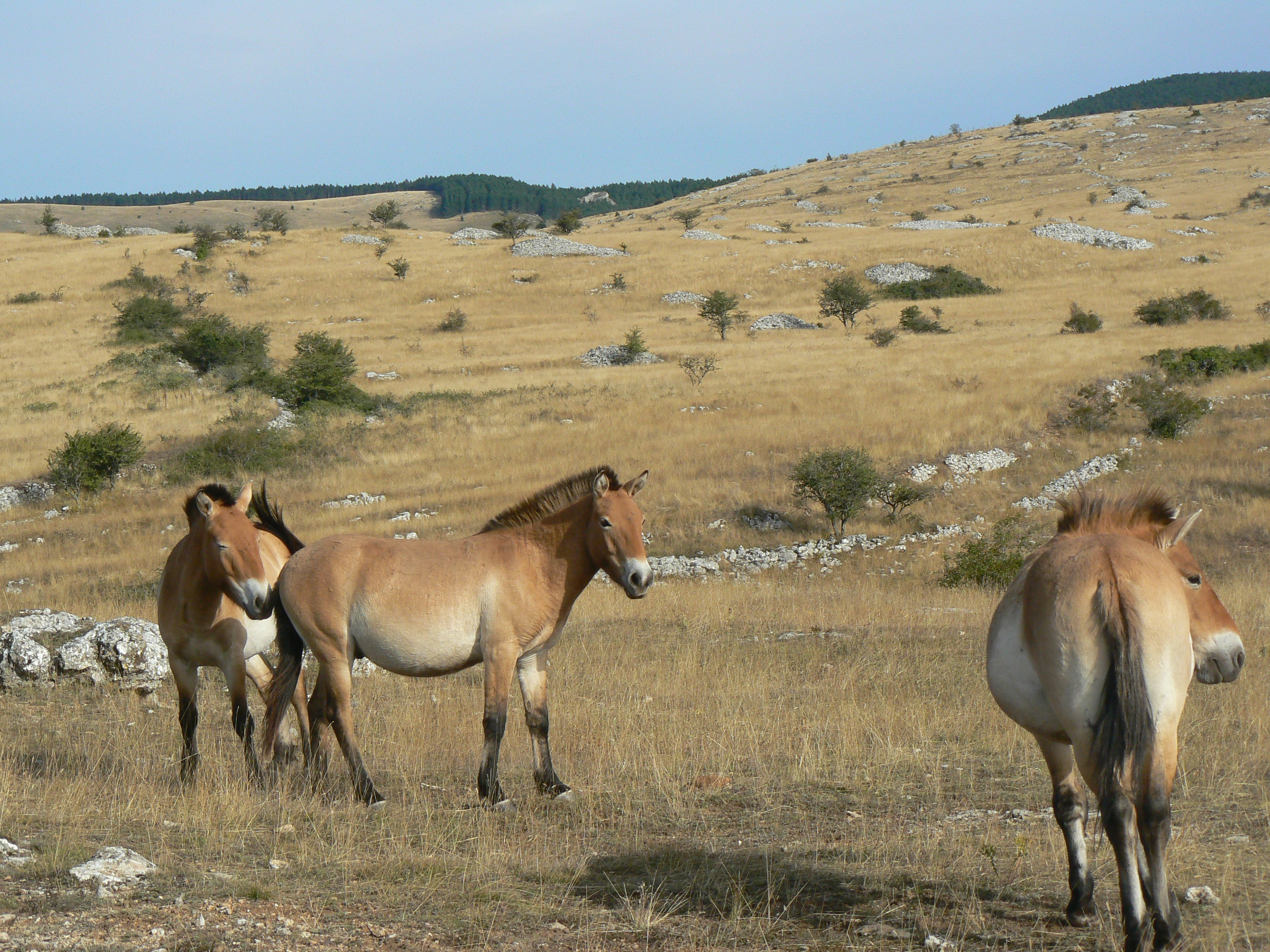
Przsevalszkij-lovak ismerkedése

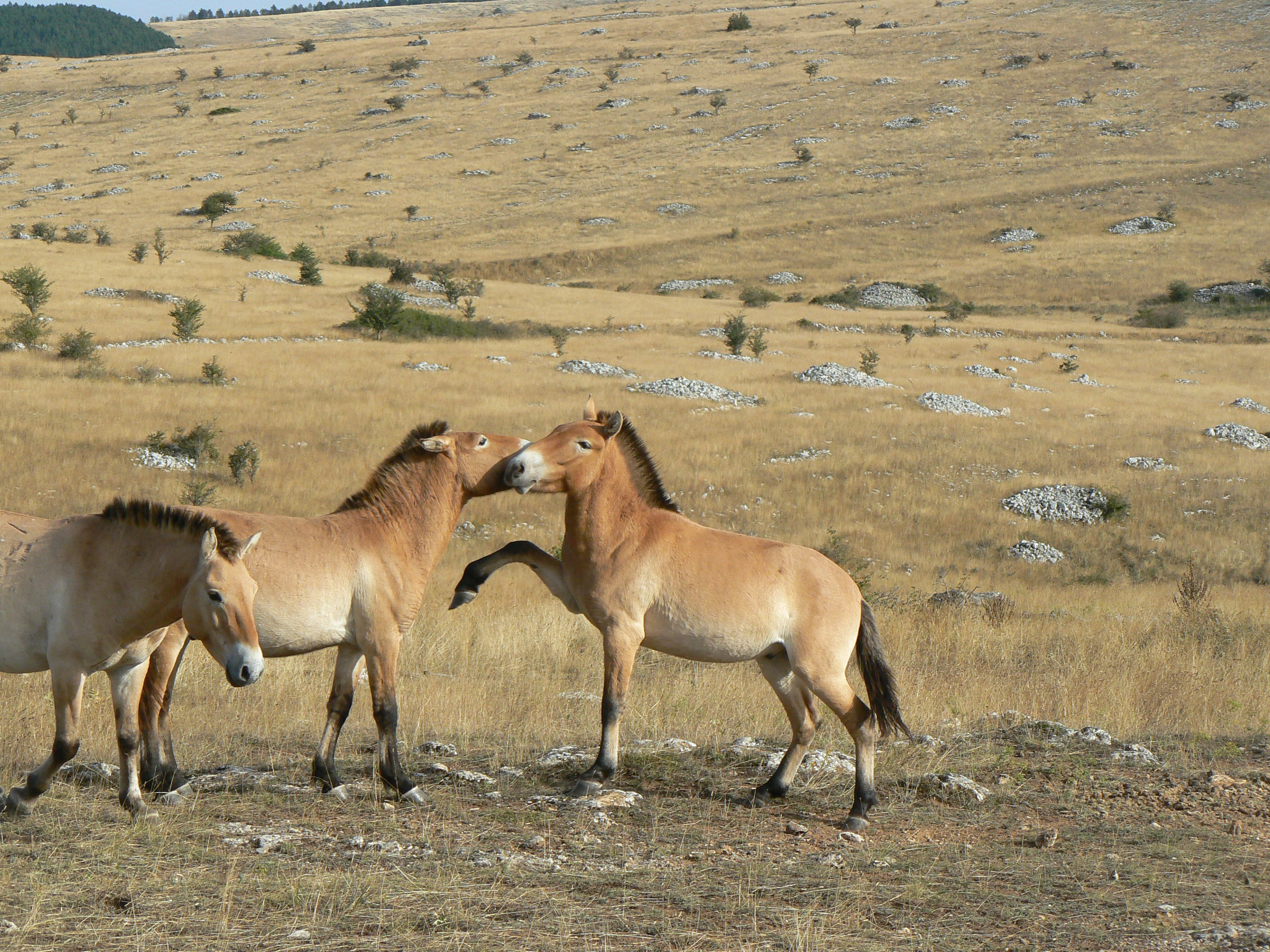
Przsevalszkij-lovak udvarlása

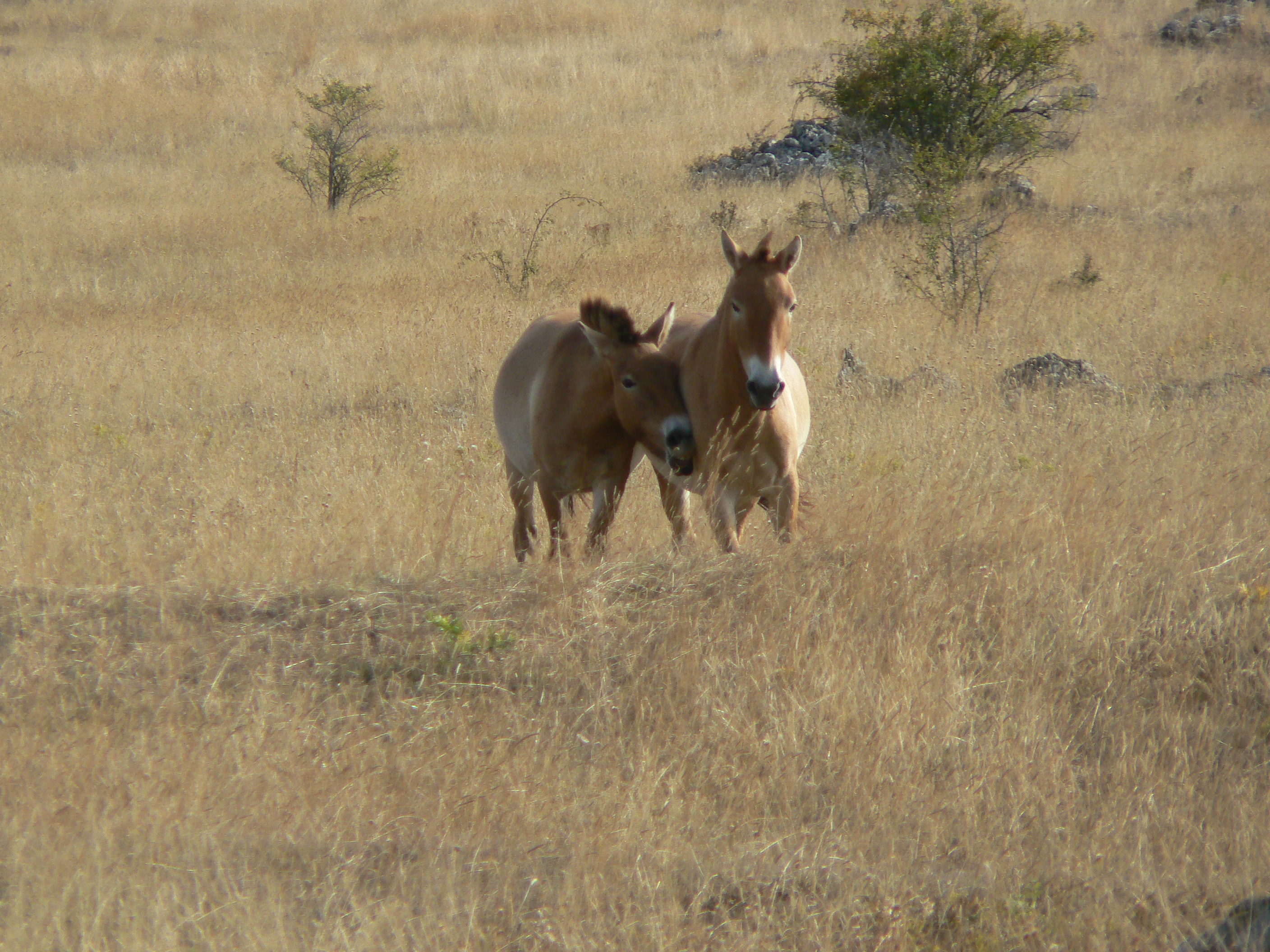
Przsevalszkij-lovak sárlás idején

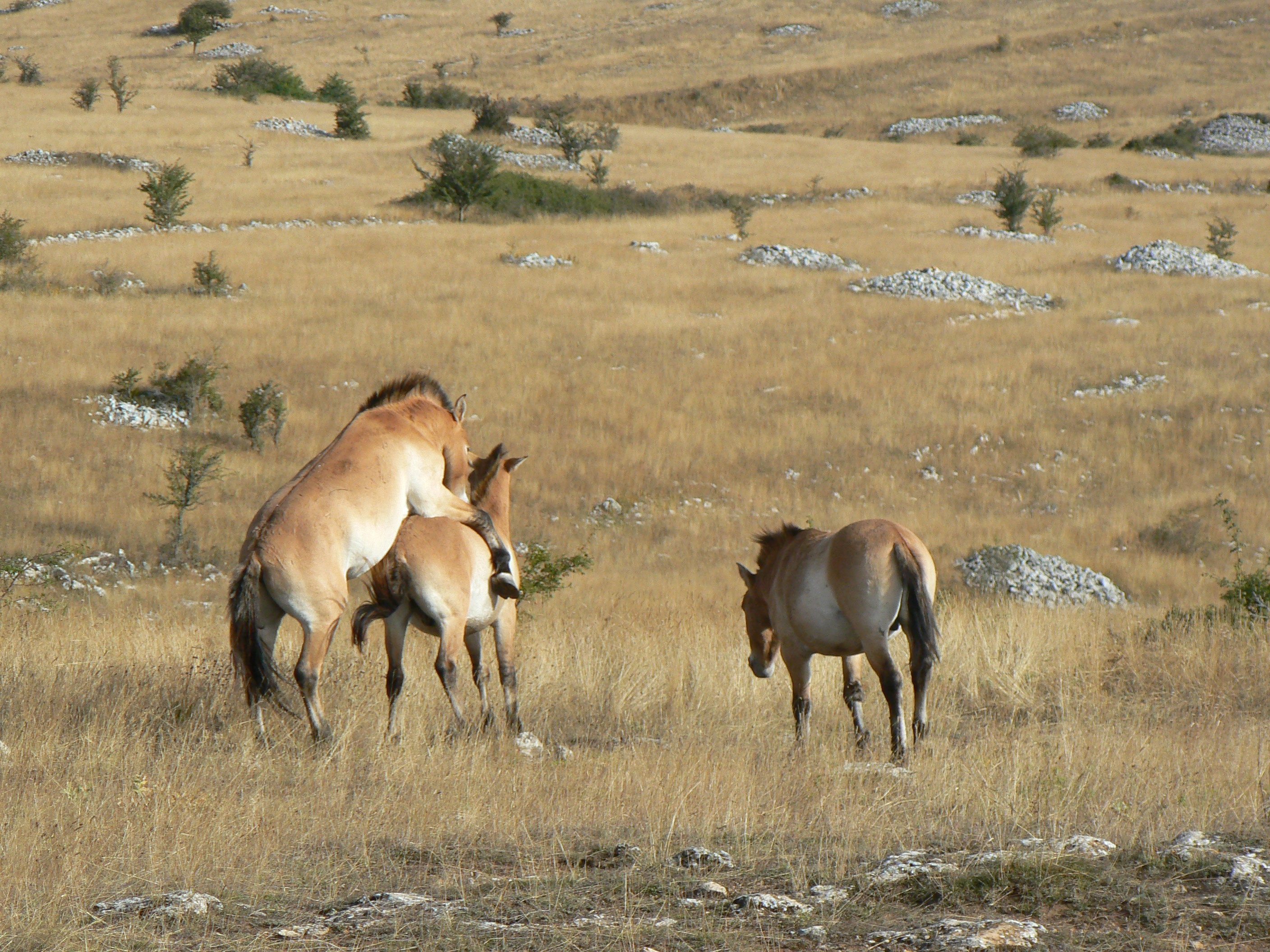
Przsevalszkij-lovak fedezés közben

A sárlás (a sárlik török jövevényszó), vagy más néven párzási időszak, ivarzás, a kanca nemi ösztönének megnyilvánulási ideje. Normál esetben csak tavasszal jelentkezik, bár ősszel és télen is lehet gyengébb peteérési időszak, mivel a napok hosszabbodásával a fény bizonyos hormonok képződését váltja ki. Ezek a hormonok mind a csődört, mind a kancát az utódnemzésre ösztönzik. A feromonok a lágyék és a far magasságában árasztják illatukat olyan erősen, hogy azt a csődör már több mint egy kilométer távolságból képes megérezni, és erről az illatról ismeri fel, hogy a kanca kész a párzásra.

## A sárlás
A sárlás vagy ivarzás ciklusosan ismétlődő folyamat, amely négy naptól egy hétig terjedő ciklusokban jelentkezik. Előfordul, hogy hosszú nyugalmi időszakot követően a sárlás, a kanca termékenységi állapota általában 8-12 napig is tart tavasszal. A kancák pubertáskora, vagyis amikor ivarzani kezdenek,  általában fajtától függ, de sok nősténynél a szexuális érés folyamata nagyon rövid, és már egyéves koruk előtt ivarzani kezdenek.
Az ivarzás azonban nem minden esetben ciklikus és szabályos időtartamú, és előfordul, hogy a tényleges peteéréssel nem esik egybe.

## A sárlás jelei
Ilyenkor a nőstény a farkát magasra emeli, jellegzetes szagú váladékot és vizeletet ürít, vérbő péraajkait (szeméremajkait) pedig nyitja és zárja. Ezzel adja tudtára a ménnek, hogy kész a fedezésre („cérnázik”).

## A sárlás időszakai
A lovak ivarzása szezonális, ami azt jelenti, hogy éves ciklusuk van, melynek során több periódust különböztetünk meg.
1. Ciklikus, szabályos sárlások, mely az év nagy részét kitöltik.
2. Téli acikliális, sárlást nem mutató időszak.
3. A ciklikus és az acikliális közötti szezonátmeneti időszak.

A váltakozó fényviszonyok okozzák a szezonalitást. A mérsékelt éghajlati övben ősszel a nappalok rövidülnek, a fény csökkenése elindítja a téli aciklia kialakulását. Tavasszal, a ciklikus nemi működés beindulása a napsütötte órák számának növekedése miatt következik be. Az egyenlítőhöz közeledve, a nappali órák száma növekszik, ezáltal azoknak a kancáknak az aránya is nő, amelyek egész évben ciklusos nemi működésűek. A déli féltekén mindez fordítva működik az évszakok fordítottsága miatt, az acikliás időszak június-augusztusra esik. A szezonalitás miatt a kancák ivarzását mesterségesen is lehet befolyásolni.

## A lovak viselkedése a sárlás alatt
A kanca sárlás idején ingerlékeny és nyugtalanul viselkedik, és szívesebben van más lovak, csődörök társaságában, mint egyébként. A csődör, amikor észleli a kanca viselkedésén és illatán ezt a biológiai periódust, megemelt farokkal közeledik feléje és megszaglássza, megharapdálja a lágyékát és a farát. A kanca, mivel érzékenyebb az átlagosnál, nem minden esetben fogadja kedvezően a közeledést, előfordul, hogy kitör a csődör felé, ezért annak nagyon óvatosan, oldalról kell megközelítenie. Ha a kanca már kész a párzásra, és elfogadja a csődört, akkor megengedi neki, hogy fedezze. A megtermékenyülés első alkalommal ritkán sikerül, így aztán több próbálkozásra is szükség lehet. A sikeres fedezés után a csikó tizenegy hónapra jön a világra.
A mének viselkedése a sárlás, fedeztetés idején jelentősen eltér egymástól. Természetük szerint vannak erőszakosabb, sőt durva mének, és vannak nyugodtabbak is.

### Mének rivalizálása
Szabadon tartott lovaknál minden csődörnek meghatározott szerepe, rangsora van a ménesben. A vezérmén uralja a ménest, nem tűr meg más termékeny korban lévő csődört maga körül. A sárlási időszakban lévő kancákat a fiatal 1-2 éves mének megpróbálják ugyan megközelíteni, de számítaniuk kell rá, hogy a vezérménnel kell megküzdeniük. Ilyenkor összecsapásra kerülhet sor, melynek során harapásokkal és rúgásokkal döntik el, hogy ki nyerje el a kancát.